# 高竜寺ヶ岳
高竜寺ヶ岳（こうりゅうじがだけ）は、京都府京丹後市久美浜町と兵庫県豊岡市但東町にまたがる山。標高は696.6メートル。熊野富士（くまのふじ）とも呼ばれる（郷土富士）。

## 名称
高竜寺ヶ岳という名称の由来は不明だが、豊岡市但東町高竜寺集落に由来するとされることがある。熊野富士のほかに丹後富士（たんごふじ）と呼ばれることもあるが、舞鶴市にある建部山、宮津市にある由良ヶ岳もやはり丹後富士と呼ばれる。
別称として熊野富士があり、特に京丹後市久美浜町三分付近から見た場合に郷土富士にふさわしい形状であるとされる。

## 地理

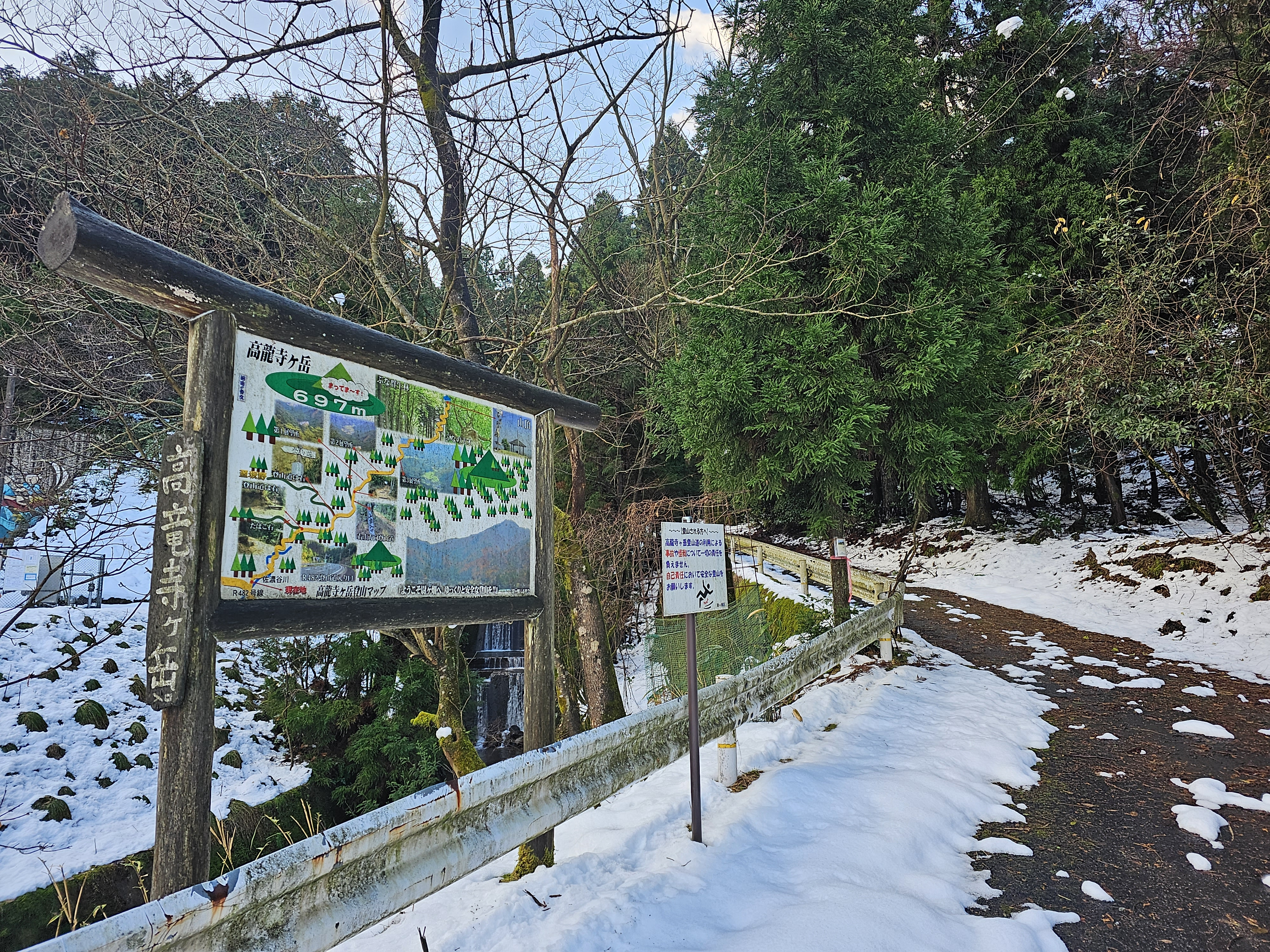
久美浜町側たんたんトンネル横の登山口

東屋などがある山頂はよく整備されており、山陰海岸国立公園に含まれる久美浜湾や湾口部の小天橋、日本海、丹後地方や但馬地方の山々などが見渡せる。丹後地方の最高峰は標高702メートル高山であるが、高山の山頂には三角点が存在しないため、三角点峰としては高竜寺ヶ岳が丹後地方の最高峰である。久美浜湾に向かって北流する佐濃谷川は高竜寺ヶ岳に端を発する。
1998年（平成10年）には兵庫県山岳連盟によってふるさと兵庫50山に、2008年（平成20年）には兵庫県山岳連盟によってふるさと兵庫100山に選定された。2010年（平成22年）に世界ジオパークネットワーク（GGN）への加盟が認定された山陰海岸ユネスコ世界ジオパークでは、高竜寺ヶ岳もジオサイトのひとつとされている。

### 登山道
- 市野々コース - 京丹後市久美浜町市野々が起点。
- 坂野コース
- 尉ヶ畑コース

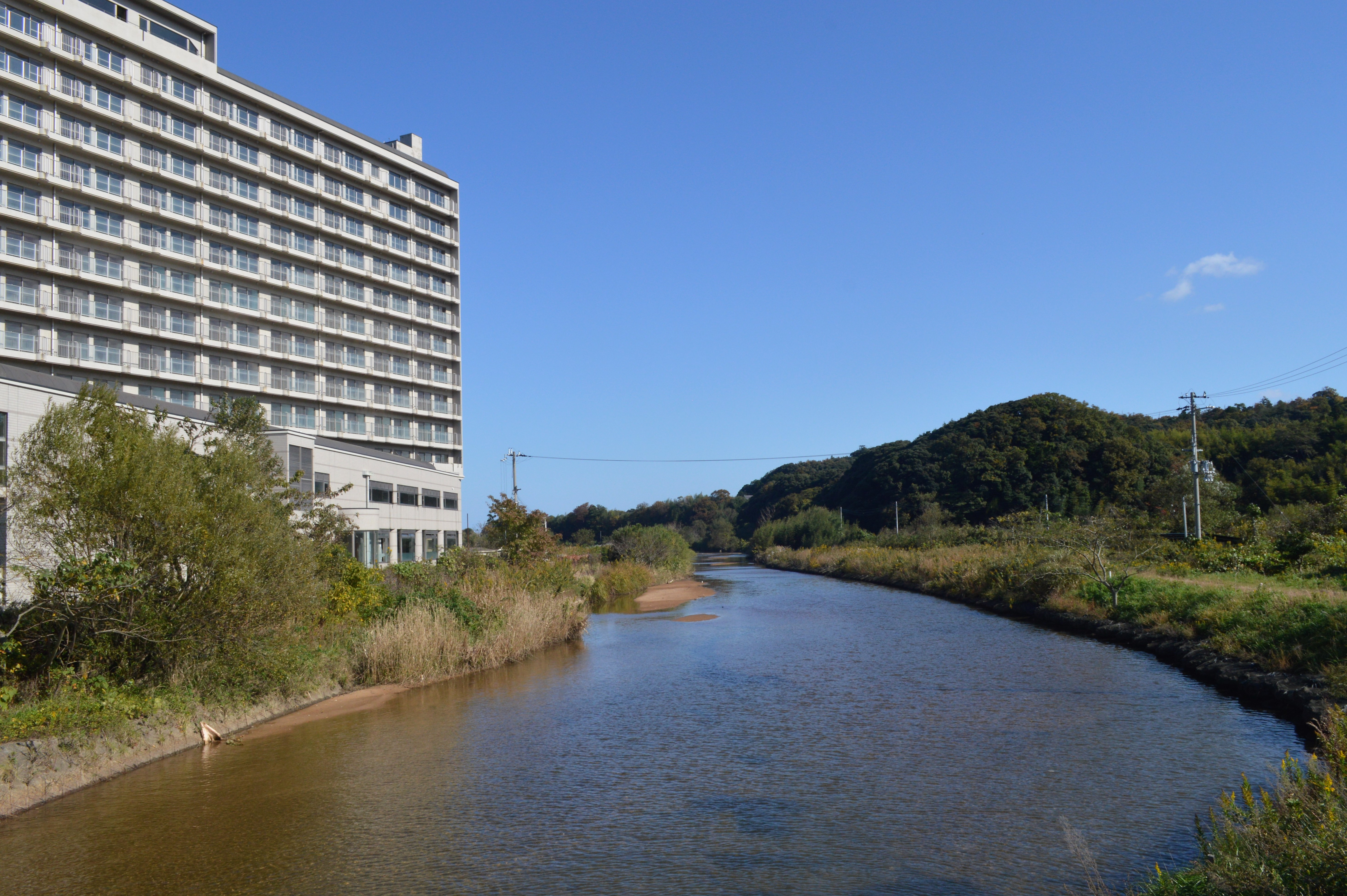
高竜寺ヶ岳に端を発する佐濃谷川
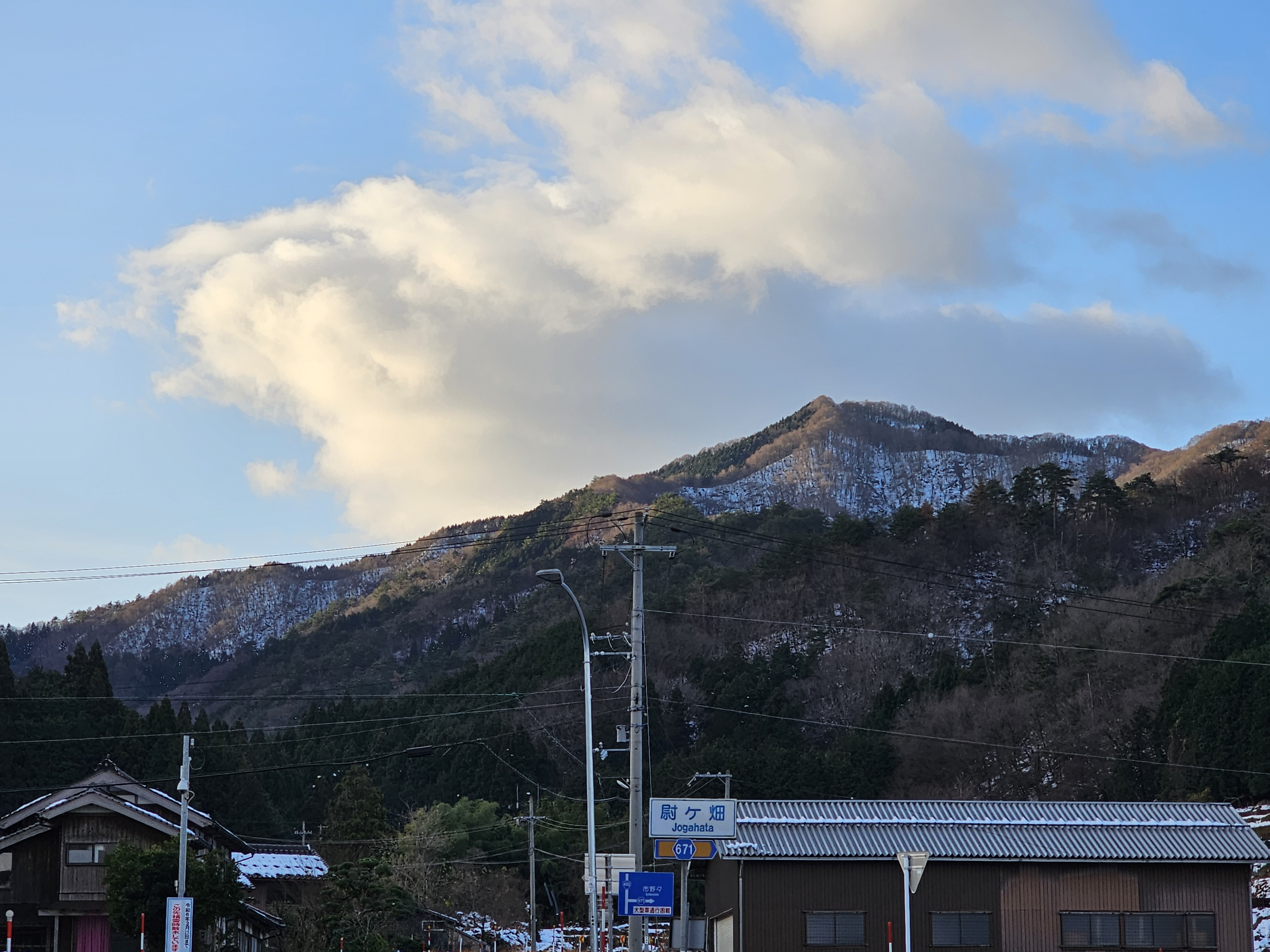
京丹後市久美浜町尉ヶ畑から見た高竜寺ヶ岳
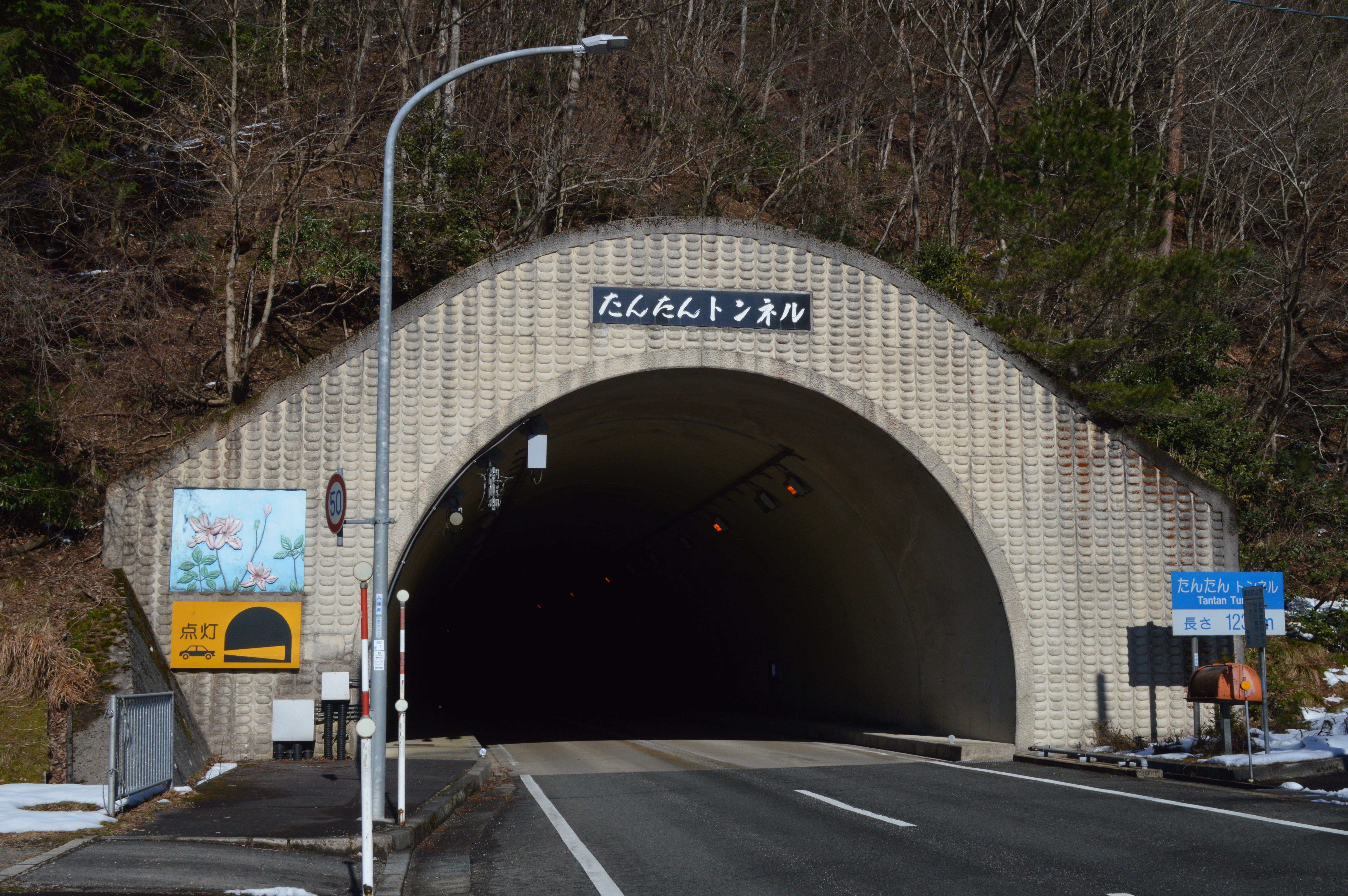
国道482号のたんたんトンネル

## 文化

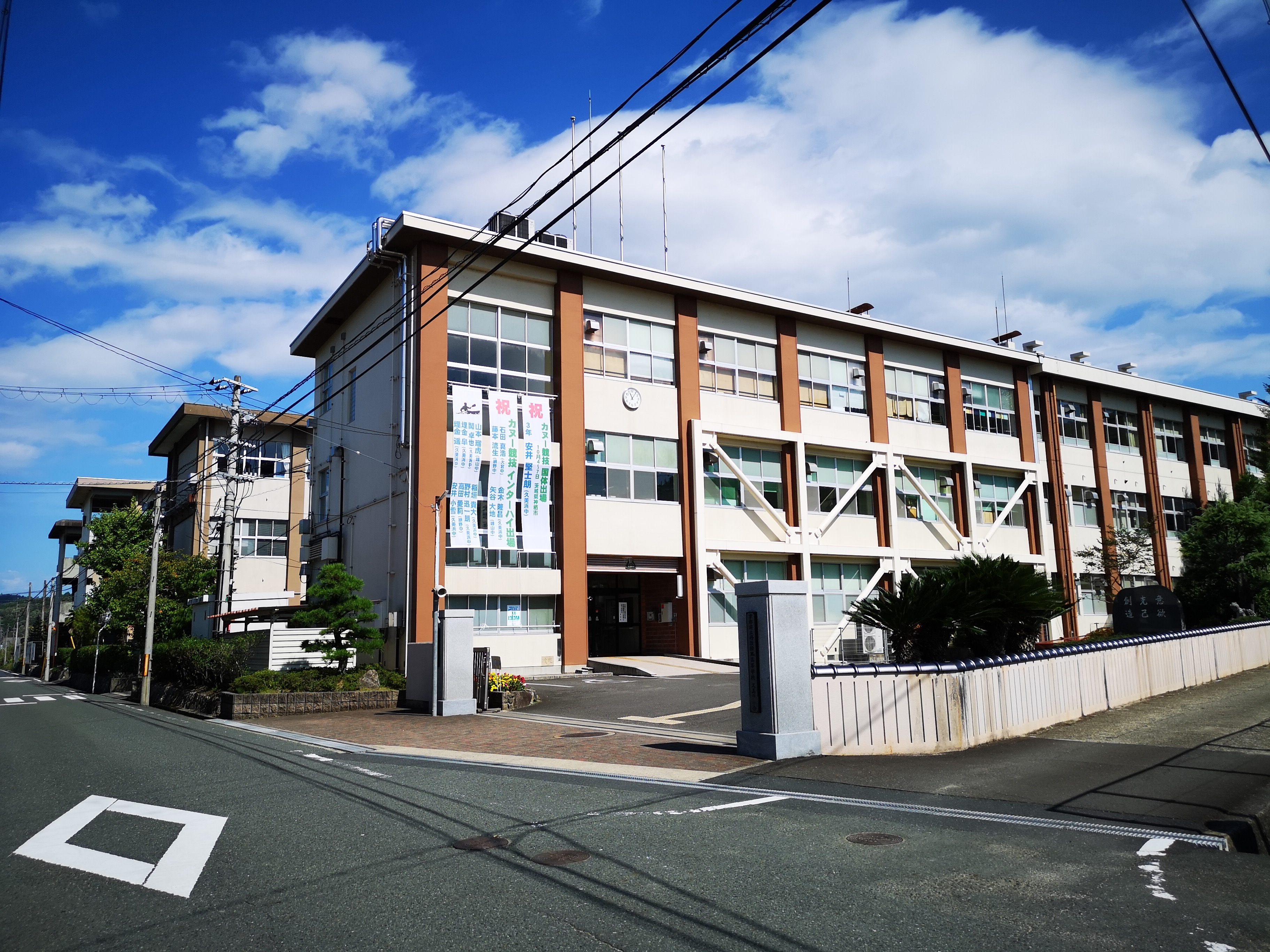
校歌に高竜寺ヶ岳が登場する京都府立久美浜高等学校

京都府立久美浜高等学校の校歌には「高竜の峰（こうりのみね）は向学の…」という歌詞がある。2014年（平成26年）4月に開校した京丹後市立高龍小学校の校歌には「朝日に映える 高龍寺岳より高い 希望わく…」という歌詞がある。
京丹後市立久美浜中学校や京丹後市立久美浜小学校、2014年（平成26年）3月に統合されて閉校となった京丹後市立佐濃小学校、京丹後市立田村小学校の校歌にも高竜寺ヶ岳が登場する。

## 交通
東側には標高約470メートルの尉ヶ畑峠（じょうがはたとうげ）があり、京都府宮津市から鳥取県米子市に至る国道482号の未開通区間となっていた。1995年（平成7年）8月には尉ヶ畑峠を短絡するルートとして、全長1237メートルのたんたんトンネルが開通し、豊岡市但東町と京丹後市久美浜町の往来が容易になった。「たんたん」とは丹後（たんご）と但馬（たじま）から一文字ずつ取って重ねた言葉である。